# Combate de Quillagua
El Combate de Quillagua fue una acción bélica ocurrida el 10 de octubre de 1879, en el contexto de la Guerra del Pacífico. En esta  escaramuza, fuerzas del Ejército del Perú se enfrentaron con tropas del Ejército de Chile en la localidad de Quillagua, situada en el desierto de Atacama. El resultado fue una victoria táctica para los peruanos, que lograron repeler el avance enemigo y retirarse sin mayores pérdidas.
Este hecho bélico reviste relevancia histórica por haber sido el primer choque terrestre directo entre tropas peruanas y chilenas, tras la ocupación chilena del puerto boliviano de Antofagasta.

## Antecedentes
Tras el Combate de Topáter y la ocupación de Calama, las tropas chilenas habían tomado posesión de casi todo el litoral boliviano sosteniendo algunos encuentros menores contra la resistencia de los civiles bolivianos de la zona la última de las cuales había tenido luego en las inmediaciones del río Salado, en el cual los guerrilleros bolivianos fueron derrotados con la muerte de sus dos principales caudillos, con ello la autoridad militar chilena quedó afianzada hasta el río Loa que constituía la frontera entre el Perú y Bolivia. El mando chileno denominó a este lugar estratégico como la "línea del Loa", estableciendo en Quillagua un campamento de avanzada. Quillagua era por entonces una pequeña aldea boliviana situada cerca del río Loa en el camino entre Calama y el puerto menor de Tocopilla, al que el corresponsal del Boletín de la Guerra del Pacífico describió como un lugarejo de 77 habitantes por cuyo camino podían traficar carretas a media carga.
Con el fin de reconocer las posiciones y fuerzas enemigas, levantar planos y obstaculizar el tráfico de ganado argentino hacia los campamentos aliados en Tarapacá, el 23 de agosto de 1879 el gobierno chileno había autorizado la creación de un cuerpo de caballería denominado Exploradores, el cual fue iniciativa del coronel Emilio Sotomayor y contó con un efectivo inicial de 30 hombres mandados por el capitán de ingenieros Manuel Romero, a los que posteriormente se unirían, entre otros oficiales, los capitanes Manuel Rodríguez Ojeda y Marcos Latham. Dicha unidad inició sus operaciones en Calama pasando luego a realizar sus exploraciones en la provincia peruana de Tarapacá. Entre sus integrantes figuraban antiguos trabajadores de las salitreras conocedores de la zona y oficiales destinados a realizar labores de inteligencia militar.
A comienzos de octubre de 1879, cuando la campaña naval de la guerra se encontraba próxima a decidirse en el decisivo combate naval de Angamos, el estado mayor peruano calculando que la ofensiva chilena pudiera provenir de la línea del Loa, donde las fuerzas chilenas tenían establecido un campamento militar, ordenó al coronel de estado mayor Belisario Suárez que con 50 jinetes escogidos del Regimiento Húsares de Junín practicara un reconocimiento al sur con la finalidad de recabar información que sirviera de guía para la posterior conducción de una eventual campaña en la zona.

## Itinerario
Tras partir de Pozo Almonte el día 5 de octubre, la caballería peruana marchó por San Pedro hasta la Aguada de la Alianza donde principia el desierto del Tamarugal, esa misma tarde Suárez y sus húsares llegaron a los Pozos de la Soledad donde se detuvieron un día estudiando el lugar y elaborando un informe para el estado mayor. Comprendiendo la necesidad de examinar el campamento chileno de Quillagua el coronel Suárez tomó 32 de sus húsares y se dirigió por el camino de las "Remesas", llamado así por el tráfico de ganado argentino que surtía a la provincia de Tarapacá. Siguiendo el curso del río Loa, la madrugada del día 10, la columna peruana llegó a media legua del campamento chileno de Quillagua donde un centinela les dio el quien vive siendo respondido el santo y seña por el grito de ¡peruanos! acompañado de un tiro de un imprudente soldado dando con ello la alarma a las tropas chilenas acantonadas en el lugar y constituidas principalmente por el regimiento de infantería Santiago, fuerte de 1350 plazas, y un destacamento del regimiento de caballería Cazadores a Caballo.

## El combate
Con el campamento chileno sobre las armas la caballería peruana se retiró siendo perseguida por un escuadrón de 30 jinetes del Cazadores a Caballo al mando del teniente Belisario Amor, al amparo de la densa niebla el escuadrón de Suárez llegó hasta la pampa de Tambillo donde su retaguardia intercambió algunos tiros con los jinetes chilenos, ante la imposibilidad de continuar la retirada por el cansancio de los caballos Suárez ordenó desmontar a sus hombres y desplegarse en guerrilla al amparo de una loma cercana desde la cual abrieron fuego sobre sus perseguidores logrando con ello que estos se replegaran igualmente. Un nuevo intento de persecución de otra partida chilena fue igualmente repelido con lo que repuestos los caballos el coronel Suárez pudo continuar en dirección a la Soledad donde arribó al promediar las tres de la tarde del día 10. 
Al penetrar en el monte, los jinetes peruanos fueron sorprendidos por los disparos de una partida emboscada del escuadrón Exploradores del Desierto. Ante lo repentino del ataque el coronel Suárez mandó desplegar a sus húsares en batalla y cargar sobre los tiradores enemigos ocultos en el bosque de Tamarugos a los que logró dispersar tras un corto combate capturando 9 prisioneros y tomando también 11 caballos, 10 sables y 10 carabinas remington. En el bosque se encontraron además 2 muertos y un herido el cual fue medicinado de la mejor forma que las circunstancias y los medios permitían. De los peruanos, resultó contuso el alférez Moyano, quien cayó de su caballo durante la impetuosidad de la carga.
Finalizada esta acción la avanzada peruana se retiró a Lagunas, retornando después a la Noria, tras ser interrogados los prisioneros chilenos fueron confinados en Iquique junto a los marinos de la corbeta Esmeralda que Grau había salvado tras el combate de Iquique, todos los cuales serían liberados  cuando la escuadra chilena ocupó el puerto el 23 de noviembre ante la retirada de la División Ríos que marchó a unirse al ejército peruano acantonado en Tarapacá.

## Lista de prisioneros chilenos
Sargento primero Norberto Munilla, cabo primero Eusebio Cordero, cabo primero: José S. Aliaga, cabo primero: Hilario Arrieta, cabo segundo José del D. Avendaño, soldado Vicente Núñez, soldado: Miguel Campo, soldado Gregorio Miranda, soldado Próspero Alavarez, soldado Eusebio Rojas